# Татаров, Павел Александрович
Татаров Павел Александрович (24 ноября 1950 года, Стерлитамак, Башкирская АССР, РСФСР — 11 ноября 2016 года, Кострома, Российская Федерация) — российский оперный певец (тенор), Заслуженный артист РСФСР, солист Куйбышевского театра оперы и балета (1982—1991), Большого театра.

## Биография
Детские годы провел в городе Салават, где окончил среднюю школу, затем проходил службу в Советской армии в Читинской области в авиации.
С 1971 года учился на вокальном отделении Салаватского музыкального училища (педагоги, супруги  Болдырев Андрей Алексеевич и Кожевникова Эрна Александровна). Пел в эстрадном оркестре Дворца культуры Нефтехимик в городе Салавате (руководитель — Глебов Герман Илларионович). Профессионально занимался спортом. Не окончив училище, перевелся в Кострому, поскольку после двух лет работы в Салавате в Кострому переехали его педагоги. В 1975 году он окончил Костромское музыкальное училище. Там же он познакомился со свой будущей супругой, с которой в 1975 году они создали семью.
... Он (Павел Татаров) в постоянном поиске. Каждый спектакль творит заново: живой звук, живая интонация, живые чувства и мысли. Его Герман тоже "в пути". Он иной в каждом спектакле. Это его любимая роль, "бредил" ей еще в консерватории. Главный вокальный фундамент был заложен замечательным педагогом Е. Г. Крестинским (Горький)... Павел изучил даже оркестровую партитуру, не говоря уже о партиях партнеров.
В 1977 году он поступил и в 1982 году окончил Горьковскую государственную консерваторию (ныне — Нижегородская государственная консерватория имени М. И. Глинки) (педагог Евгений Григорьевич Крестинский). Учась на 5-м курсе консерватории, работал в Одесском академическом театре оперы и балета (пользовался при этом свободным посещением занятий в Горьковской консерватории). С 1982 года — ведущий солист Куйбышевского театра оперы и балета (ныне Самарский академический театр оперы и балета). Уже за первый сезон работы в театре (1982—1983 годы) спел 6 ведущих партий. В его репертуар входили практически все оперные партии текущего репертуара театра. В 1991 году уехал в г. Москву, где с 1991 года становится солистом Большого театра, дебютировал в партии Германа. На главной сцене страны он выступал в партиях Германа, Каварадосси, Радамеса, Фауста, Водемона, Манрико. В Москве проживал в квартире гостиничного типа по улице Фрунзе в доме, предоставленном Большому театру. Певец имел яркий, полетный голос (лирико-драматический тенор), обладал выигрышной сценической внешностью и незаурядным актерским талантом.
Одновременно вел концертную деятельность. В репертуаре его концертов романсы П. Чайковского, С. Рахманинова, Р. Глиэра, Г. Свиридова, Ю. Шапорина, Ф. Шуберта, Р. Шумана, Э. Грига, циклы  неаполитанских, испанских, русских народных песен. Певец также исполнил большое количество произведений эстрадного репертуара, сотрудничал с эстрадными ансамблями и оркестрами. Гастролировал по Советскому Союзу и за рубежом (Япония, Германия, Австрия, Швейцария, Чехословакия). Выступал в г. Саратове на Собиновском фестивале, международном фестивале оперного и балетного искусства в Болгарии. Не забывал и своё училище. В 1997 году он пел на вечере выпускников Костромского музучилища.
В 2001 году принимал участие в передаче центрального телевидения «Два рояля».
В 2011 году, после 10-летнего перерыва, он исполнил на сцене Нижегородского театра оперы и балета партию Каварадосси в опере «Флория Тоска». После этого последовало выступление в Воронеже, где он исполнил партию графа Уорика в опере «Бал-Маскарад».
В 2012 году дал сольный концерт в Салавате. Это был его последний выход на сцену.
В 2012 году перенёс инсульт, после которого до конца жизни не смог вернуться на сцену. Был похоронен в Костроме.

## Вокальные партии
Исполненные  певцом партии: Каварадосси («Флория Тоска» Дж. Пуччини), Отелло («Отелло» Дж. Верди), Фауст («Фауст» Ш. Гуно), Радамес («Аида» Дж. Верди), Манрико («Трубадур» Дж. Верди), Хозе («Кармен» Ж. Бизе), Ясон («Медея» Л. Керубини), Канио («Паяцы» Р. Леонкавалло), Туридду («Сельская честь» П. Масканьи), Владимир Игоревич («Князь Игорь» А. Бородина), Лыков («Царская невеста» Н. Римского-Корсакова), Ленский («Евгений Онегин» П. Чайковского), Водемон («Иоланта» П. Чайковского), Герман («Пиковая дама» П. Чайковского) и др.

## Награды и звания
Заслуженный артист РСФСР (3.08.1987).

## Память
16 мая 2017 года в Самарском Доме актера состоялся вечер памяти Павла Александровича Татарова.